# Ouve-Wirquin
Ouve-Wirquin är en kommun i departementet Pas-de-Calais i regionen Hauts-de-France i norra Frankrike. Kommunen ligger i kantonen Lumbres som tillhör arrondissementet Saint-Omer. År 2022 hade Ouve-Wirquin 496 invånare.

## Befolkningsutveckling
Antalet invånare i kommunen Ouve-Wirquin
| Referens: INSEE |